# Szoplák-völgyi-barlang
A Szoplák-völgyi-barlang a Duna–Ipoly Nemzeti Parkban lévő Pilis hegységben, Pilisszentkereszten található egyik barlang.

## Leírás
Az egyetlen teremből álló tág kőfülke Pilisszentkereszt külterületén, fokozottan védett területen, a Vaskapu-völgy felső elágazásától NyDNy-ra, 70 m-re, a völgy D-i oldalán, a völgy talpszintjétől kb. 8 m-rel magasabban helyezkedik el. A nagy méretű barlangbejárat messziről is jól látható, könnyen észrevehető. A triász mészkőben létrejött barlangra az oldott és a fagyott falfelületek egyaránt jellemzőek. A barlangban kis gömbüstök, egy kis kürtő és egy kb. 2 m hosszú, fokozatosan elszűkülő csőszerű járat van. A képződményekben szegény üregben némi cseppkő és borsókő figyelhető meg. A száraz, barlangjáró alapfelszerelés és engedély nélkül látogatható barlang bivakolásra megfelelő, melyet a jelek szerint néhányan ki is használnak.
1984-ben volt először Szoplák-völgyi-barlangnak nevezve a barlang az irodalmában. Előfordul a barlang az irodalmában Szoplak-völgyi-barlang (Mezei 1967), Szoplakvölgyi barlang (Láng 1953), Szoplákvölgyi barlang (Bertalan 1976), Vaskapu-barlang (Mezei 1967) és Vaskapuvölgyi barlang (Láng 1953) neveken is.

## Kutatástörténet
Az 1953. évi Földrajzi Értesítőben található, Láng Sándor által írt tanulmányban szó van arról, hogy a Szoplakvölgyi barlang a Vaskapu és a Szoplak közötti völgyben Ny-ra helyezkedik el. A száraz patakmedertől kb. 10 m-rel feljebb van ez a régi forrásbarlang. Az ÉNy-ra tekintő bejáratú kőfülke 3×4 m alapterületű és 2 m magas. A kőfülkéből 8 óra irányban egy 3 m hosszú, eltömődő és befelé enyhén lejtő oldalág indul. A környékén lévő sziklafalakon sok rókalyuk bejárata van. A publikációban lévő 6. ábrán, a Pilis hegy hosszmetszet térképén látható a Pilis hegyen lévő barlangok körülbelüli földrajzi elhelyezkedése. A rajzon megfigyelhető a Vaskapuvölgyi barlang földrajzi elhelyezkedése. A 9. ábrán a Szoplakvölgyi barlang alaprajz térképvázlata látható. A térképvázlat elkészítéséhez a barlangot Láng Sándor mérte fel, majd Márkus a felmérés alapján megrajzolta a barlang térképvázlatát.
Az 1967-ben publikált, Pilis útikalauz című könyvben az van írva, hogy a Szoplák-völgyi Rókalyukhoz közel lévő Vaskapu-völgy oldalában fekszik a 6 m hosszú, nagyon eltömődött, száraz és pusztuló Szoplak-völgyi-barlang (Vaskapu-barlang), melynek környékén sok kisebb üreg megbújik a bokrok között. Az 1974-ben megjelent, Pilis útikalauz című könyvben, a Pilis hegység és a Visegrádi-hegység barlangjainak jegyzékében (19–20. old.) meg van említve, hogy a Pilis hegység és a Visegrádi-hegység barlangjai között vannak a Vaskapu-völgyi barlangok. A Pilis hegység barlangjait leíró rész szerint egy erdei kunyhó mellett befordul a kék négyzet jelzésű turistaút a Vaskapu-völgybe, majd kb. fél km után, az út mellé lehúzódó sziklás hegyoldalban üregek és kis barlangok egész sora található. Ezek a vaskapu-völgyi barlangok (kőfülkék, sziklaodúk), amelyek közül kiemelkedik méreteivel, cseppköveivel és érdekes formáival a Pilis-barlang.
Az 1976-ban befejezett, Magyarország barlangleltára című kéziratban az olvasható, hogy a Pilis hegységben, a Pilis-vonulatban, Pilisszentléleken (?) található a Szoplákvölgyi barlang. A Vaskapu és a Szoplák között lévő völgyben, a Vaskapu-völgy és a szopláki út (kék négyzet jelzés) elágazásánál, kb. 10 m magasan van a barlang bejárata. A barlang 6 m hosszú, 4 m széles és 2 m magas. Az egykori forrásbarlang jelenleg inkább kőfülke. A kézirat barlangot ismertető része 2 publikáció alapján lett írva. Az 1984-ben kiadott, Magyarország barlangjai című könyv országos barlanglistájában szerepel a Pilis hegység barlangjai között a barlang Szoplák-völgyi-barlang néven. A listához kapcsolódóan látható a Dunazug-hegység barlangjainak földrajzi elhelyezkedését bemutató 1:500 000-es méretarányú térképen a barlang földrajzi elhelyezkedése.

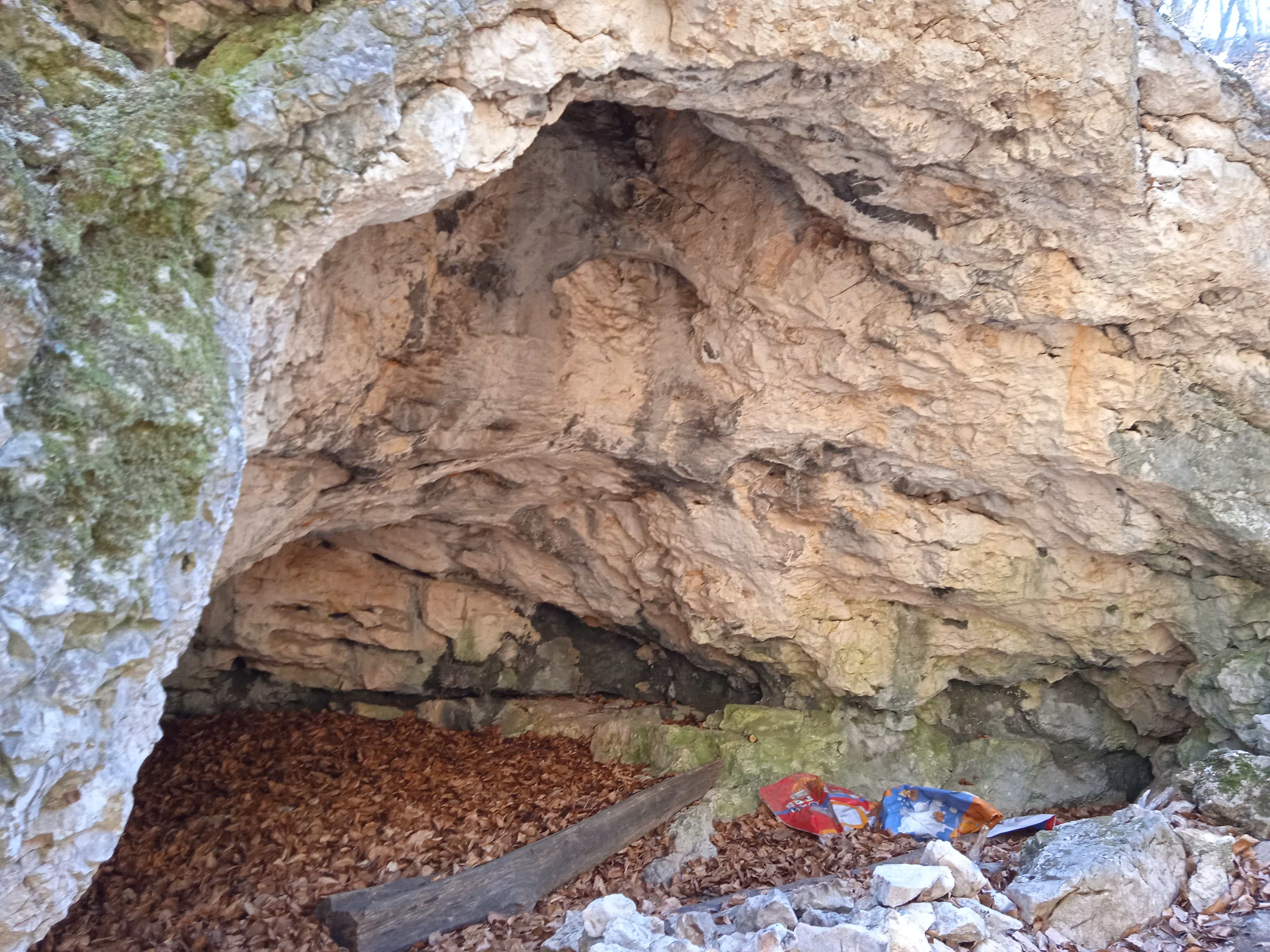
A Szoplák-völgyi-barlang belseje

A Kárpát József által 1990-ben írt kézirat szerint a Szoplák-völgyi-barlang (Pilisszentkereszt) a Pilis-barlangtól ÉNy-ra, 200 m-re, a Vaskapu-völgy elágazásától NyDNy-ra, 80 m-re, 535 m tszf. magasságban helyezkedik el. A barlangbejárat a völgy D-i oldalán, 8 m relatív magasságban, feltűnő helyen található. Az egyetlen teremből álló tág kőfülke 5 m hosszú és 4,4 m széles. Hátsó részén egy oldott, csőszerű járat kezdődik, amely elszűkül 2 m után. Falait korróziós formák tagolják, elején kis vakkürtő nyúlik a főtébe. Néhány cseppkő van a barlangban. Az üreg talpának fele szálkőből áll. A bivakolásra alkalmas barlang száraz, kitöltése pedig avar és humusz. A kéziratba bekerült a Szoplák-völgyi-barlang alaprajz térképe és keresztmetszet térképe. Az alaprajz térképen látható a keresztmetszet elhelyezkedése a barlangban. A rajzoló neve és a készítés dátuma ismeretlen. A térképlapon jelölve van az É-i irány. A térképek 1:100 méretarányban szemléltetik a barlangot.
A Kárpát József által 1991-ben írt összeállításban meg van említve, hogy a Szoplák-völgyi-barlang (Pilisszentkereszt) 5 m hosszú és 0 m mély. Az 1991-ben megjelent útikalauzban meg van ismételve az 1974-ben kiadott útikalauzban lévő rész, amely a vaskapu-völgyi barlangokat ismerteti, azzal a különbséggel, hogy az erdei kunyhó mellett a piros jelzésű turistaút fordul be a Vaskapu-völgybe. Az 1996. évi barlangnap túrakalauzában meg van említve, hogy a vaskapu-völgyi barlangok, kőfülkék és sziklaodúk közül mind méretével, mind érdekes formáival, cseppköveivel kiemelkedik a Pilis-barlang. 1997. májusban Kraus Sándor rajzolt helyszínrajzot, amelyen a Pilis-barlang környékén lévő üregek földrajzi elhelyezkedése van ábrázolva. A rajzon látható a Szoplak-völgyi névvel jelölt barlang földrajzi elhelyezkedése. Kraus Sándor 1997. évi beszámolójában az olvasható, hogy az 1997 előtt is ismert Szoplak-völgyi-barlangnak volt már térképe 1997 előtt. A jelentésbe bekerült az 1997-ben készült helyszínrajz.